# Luchuan
Der Kreis Luchuan (chinesisch 陆川县, Pinyin Lùchuān Xiàn; Zhuang Luzconh Yen) ist ein Kreis der bezirksfreien Stadt Yulin im Südosten des Autonomen Gebiets Guangxi der Zhuang in der Volksrepublik China. Er hat eine Fläche von 1.555 km² und zählt 808.500 Einwohner (Stand: Ende 2018). Sein Hauptort ist die Großgemeinde Wenquan.

## Administrative Gliederung
Auf Gemeindeebene setzt sich die kreisfreie Stadt aus elf Großgemeinden und drei Gemeinden zusammen. 